# Massor av sport
Massor av sport var ett frågesportprogram med sportfrågor i SVT under perioden 3 april-28 augusti 1997 . Programmet leddes av Lasse Granqvist. De tävlande var uppdelade i två lag. Man fick bland annat se bilder från olika sportevenemang och de tävlande skulle sedan berätta vad de såg för att få poäng.

### Fotnoter
1. ↑  ”Svensk mediedatabas”. http://smdb.kb.se/catalog/search?q=%22Massor+av+sport%22&sort=OLDEST. Läst 30 mars 2011.